# Сарибел
Сарибе́л (каз. Сарыбел) — село у складі Самарського району Східноказахстанської області Казахстану. Адміністративний центр Сарибельського сільського округу.
Населення — 471 особа (2021; 897 у 2009, 1168 у 1999, 1517 у 1989).
Національний склад станом на 1989 рік:
- казахи — 60 %
- росіяни — 37 %

До 2011 року село називалось Ново-Тимофієвка, у радянські часи мало також назву Новотимофієвка.